# Gunnar Barthelson
Gunnar Isidor Barthelson, född 27 augusti 1904 i Husby-Ärlinghundra församling, Stockholms län, död 7 april 1975 i Brännkyrka församling, Stockholm, var en svensk motorcykelförare.
Barthelson, som var yrkesverksam som montör i Stockholm, var 1927–1932 medlem av Stockholms Motorcykelklubb och sedan 1932 av Svenska Motorklubben. Han debuterade 1927 som tävlingsförare på FN och var omkring 1933–1934 Sveriges framgångsrikaste rundbane- och backförare. Vid tävlingar på Daglfingbanan vid München 1934 vann han på Husqvarna överlägset tre lopp och satte 1935 nytt banrekord där med 105,26 km/tim. Han satte bland annat backrekord i Kungsberga-, Malmsjö- och Hallstabackarna. Vid Solvallatävlingarna segrade han på Husqvarna 1933 och 1934. Sistnämnda år förbättrade han även rekordet till 109,7 km/tim. Vid Svenska TT i Hedemora 1934 satte han nytt varvrekord men tvingades utgå. Han segrade i C-klassen vid Gotlands TT 1935.
Barthelson vann (på Husqvarna) vid SM- och NM-tävlingarna i Hallstabacken 1939 båda mästerskapen i soloklassen och satte dessutom nytt backrekord. Barthelson, som sedan 1945 representerade Vendelsö Motorklubb, slutade tävla efter en olyckshändelse i samband med Pampasloppet i Stockholm i november 1947.